# Islas de Godinne
Las islas de Godinne (en francés: Îles de Godinne) es un grupo de pequeñas islas fluviales de Bélgica que se encuentra en el río Mosa, cerca del pueblo del mismo nombre, Godinne. 
Se trata de tres islas: 

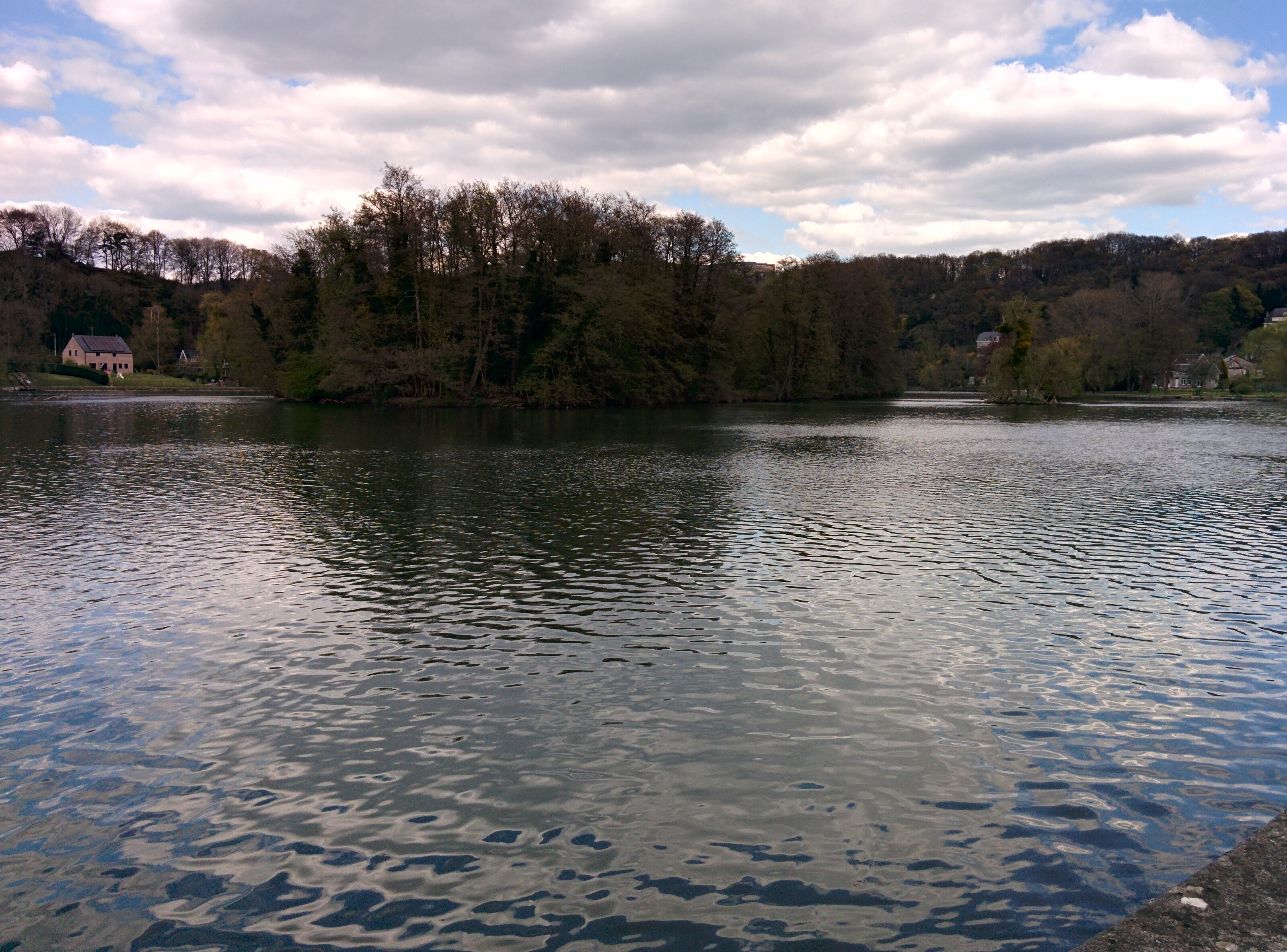
Petite Île e islote de Godinne

- la Gran Isla o Isla Grande (Grande Île) aguas arriba;
- la Pequeña Isla (Petite Île) Aguas abajo;
- un islote situado entre esta y la orilla derecha.

El conjunto, que cubre más de 3,34 hectáreas, es una reserva natural. Posee especies raras de plantas, tales como la Aconitum Vulparia o la Lunaria Rediviva.